# Ганжа, Арон Львович
Аро́н Льво́вич Га́нжа (1910, Ходорков, Киевская губерния — 1941, Киев) — советский борец классического стиля, трёхкратный чемпион СССР, мастер спорта СССР (1936).

## Биография
Участвовал в 7 чемпионатах СССР (1933—1936, 1938—1940). Трижды становился чемпионом страны, дважды — серебряным призёром. Серебряный призёр абсолютного чемпионата СССР. В составе команды «Динамо» — чемпион и серебряный призёр межведомственных первенств СССР (1935, 1939).

Участник Великой Отечественной войны, мобилизован Кировским райвоенкоматом города Киева. В июле 1941-го ушел на фронт рядовым стрелком. В районе Обухова был контужен и оказался в плену. Сбежав из плена добрался до Киева, но в городе был вновь схвачен и погиб. Согласно официальным данным, связь с ним прекратилась в июле 1941 года в Чернигове, считается пропавшим без вести с сентября 1941 года.

## Спортивные результаты
- Чемпионат СССР по классической борьбе 1933 года — ;
- Чемпионат СССР по классической борьбе 1934 года — ;
- Чемпионат СССР по классической борьбе 1935 года — ;
- Чемпионат СССР по классической борьбе 1936 года — ;
- Чемпионат СССР по классической борьбе 1938 года — ;
- Абсолютный чемпионат СССР по классической борьбе 1939 года — 12-е место;
- Абсолютный чемпионат СССР по классической борьбе 1940 года — .